# شپشک‌های نباتی جدید ایران
شپشک‌های نباتی جدید ایران کتابی از محمد کوثری است که در سال ۱۳۴۲ منتشر و برندهٔ جایزه کتاب سال سلطنتی شد.